# Hundetandsmønster
Hundetandsmønster, hundetandstern, hanefjedstern eller hanefjedsmønster er et to-tonet tekstilmønster af brudte tern eller abstrakte firtakkede figurer, oftest i sort og hvid. 
Når mønstret er meget småt kaldes det puppytooth (hvalpetern på dansk).

## Vævning
Traditionelt hundetandsmønstre laves ved skiftende bånd af fire mørke og fire lyse tråde i både trend og islæt, der væves i en simpel 2:2 twill: to over/to under som trend og én tråd i overgangen.

## Historie
Den ældste hundetandsmønster er Gerum-kappen, der er et stykke tøj der blev fundet i en svensk tørvemose dateret til mellem år 360 og 100 f.Kr.
I 1933 brugte firmaet De Pinna hundetandsmønster til både mænd og kvinder. Og desuden gun club-tern og skotske plaidmønstre som en del af deres forårskollektion til mænd.
Overdimensioneret hundetandsmønster blev brugt i Alexander McQueens efterårskollektion fra 2009 Horn of Plenty. Mønstrene var en reference til Christian Diors signatur-jakkesæt i tweed.
Moderne hundetandsmønster kan være vævet uld-stof fra Lowlands i Skotland, men bruges i andre materialer.